# المحيربة (بني سعد)

تعديل مصدري - تعديل

المحيربة هي إحدى قرى عزلة بني شديد بمديرية بني سعد التابعة لمحافظة المحويت، بلغ تعداد سكانها 666 نسمة حسب تعداد اليمن لعام 2004.